# Stazione Plateau
La stazione Plateau (in lingua inglese: Plateau Station, con il significato di base posta sull'Altopiano Antartico) è una base di ricerca scientifica in Antartide degli Stati Uniti. Attualmente inattiva, è stata progettata come base di supporto per la South Pole—Queen Maud Land Traverse, la spedizione di attraversamento della Terra della Regina Maud.
È situata sulla parte centrale dell'Altopiano Antartico e la sua costruzione fu iniziata il 13 dicembre 1965, durante l'estate australe. Il primo gruppo di esploratori che la utilizzò fu quello denominato SPQML II, che arrivò all'inizio del 1966. La base rimase aperta ininterrottamente fino al 29 gennaio 1969, quando venne chiusa, ma lasciata a disposizione per eventuali utilizzi futuri.
Era la più lontana e la più fredda tra le tutte le basi statunitensi sul continente antartico. È anche il sito dove si è registrata la più bassa temperatura media per un mese intero, registrata nel luglio 1968 con −99,8 °F (−73,2 °C). Temperature più basse in assoluto sono state registrate sempre in Antartide alla Base Vostok, gestita dalla Russia, come il 21 giugno 1983 con −89,2 °C (−128,6 °F; 184,0 K), a quel tempo considerata la più bassa temperatura misurata in modo attendibile.

## Storia
La stazione era operata e gestita dalla National Science Foundation e dalla United States Navy. Nella base erano sempre presenti un gruppo di quattro scienziati e di quattro membri della Marina Militare, sotto il comando un ufficiale medico.
La base era stata progettata per rimanere in servizio solo per due anni, ma l'utilizzo fu poi prolungato fino al 29 gennaio 1969.